# Винничук Петро Миколайович
Петро Миколайович Винничук (нар. 16 серпня 1954, с. Росохач Чорківського району Тернопільської області — 30 травня 2012, м. Москва, Росія) — український громадсько-політичний діяч, правозахисник, учасник підпільної Росохацької групи. Член Української Гельсінської спілки.

## Життєпис
Петро Винничук народився у селянській родині. Батько брав участь у національно-визвольному русі, був ув'язнений у 1949—1953 рр.
1970 року Петро Винничук закінчив 8 класів Росохацької школи.
Співніціатор створення (1972) національно-патріотичної підпільної організації Росохацька група.
5 листопада 1972 року з Володимиром Сеньківим та Володимиром Мармусом зірвав 2 червоні прапори, встановлені у рідному селі до «жовтневих свят». Учасник розвішуваня у м. Чорткові 4-х українських національних прапорів та розклеювання 19-ти листівок 21 січня 1973 на честь річниці Акту Злуки УНР і ЗУНР.
11 квітня 1973 року був заарештуваний за «антирадянську агітацію пропаганду». 24 вересня 1973 року, разом з шістьма іншими членами організації, засуджений на закритому засіданні Тернопільського обласного суду за ст. 64 («участь в антирадянській організації») та 62 ч. 1 («антирадянська агітація і пропаганда») КК до 4 років позбавлення волі у таборах суворого режиму та 3 років заслання. Покарання відбував у таборі суворого режиму ЖХ-385/19 поблизу селища Лісний (Зубово-Полянський район, Мордовія). Восени 1975 р. етапований до табору ВС-389/37, пос. Половинка (Чусовський район, Пермська область). 30 квітня 1977 року прибув на заслання в селище Білий Яр (Томська область), звідти направлений у присілок Полуденовка (Томська область; усі — Російська Федерація). Працював на фермі. Листувався з В'ячеславом Чорноволом.
Від 1980 року в родинному селі, працював у колгоспі.
Наприкінці 1980-х — на початку 1990-х — активіст руху за незалежність України.
Реабілітований відповідно до Закону УРСР від 17 квітня1991 р. «Про реабілітацію жертв політичних репресій на Україні».
Співзасновник товариства «Меморіал» у Чорткові (1989), член УРП, діяльний в українських товариствах.
Помер 30 травня 2012 року.
Про членів Росохацької підпільної організації Харківською правозахисною групою видана книжка «Юнаки з огненної печі», відзнято документальні фільми «Прапори» (2018)та «Росохацька група».
26 січня 2012 року на фасаді Чортківського гуманітарно-педагогічного фахового коледжу імені Олександра Барвінського відкрито меморіальну таблицю з написом: «На цьому будинку Чортківського педагогічного училища в ніч з 21 на 22 січня 1973 року члени Росохацької патріотичної організації (Вітів П.І., Винничук П.М., Кравець А.М., Лисий М.С., Мармус М.В., Сапеляк С.Є., Слободян М.В.) під керівництвом Володимира Мармуса встановили національний прапор України і політичні прокламації до 55-х роковин проголошення незалежності УНР та в протест проти репресій комуністичної диктатури. Слава Україні! Героям Слава!».

## Нагороди
18 серпня 2006 року нагороджений орденом «За мужність» першого ступеня.